# Davis Valley
Davis Valley – wolna od lodu dolina na wschód od Forlidas Ridge w północno-wschodniej części Dufek Massif w paśmie Pensacola Mountains w Górach Transantarktycznych.

## Nazwa
Nazwana na cześć Edwarda H. Davisa, mechanika budowlanego stacji badawczej Ellsworth podczas zimowania w 1957 roku .

## Geografia
Wolna od lodu dolina na wschód od Forlidas Ridge w północno-wschodniej części Dufek Massif w pasmie Pensacola Mountains w Górach Transantarktycznych . Jest to jeden z najdalej na południe położonych systemów tzw. „suchych dolin” (ang. dry valleys) – dolin pozbawionych pokrywy lodowej. Davis Valley zajmuje 53 km², ma ok. 5 km szerokości i 7 km długości. Stanowi największy system tzw. „suchych dolin” na południe od 80°S na obszarze Antarktydy między 90°W-0°-90°E. Od wschodu ogranicza ją Wujek Ridge i Mount Pavlovskogo (1074 m) oraz lodowiec spływający z Sallee Snowfield do Ford Ice Piedmont, od zachodu Clemons Spur, Angels Peak (964 m) i Forlidas Ridge. Z Sallee Snowfield spływa do doliny lodowiec Edge Glacier. Od południa nad doliną góruje Mount Beljakova (1240 m) a jej północno-zachodni kraniec wyznacza Sallee Snowfield.
Dolinę wypełniają lekko zwietrzałe piargi i glina zwałowa, a jej krajobraz ma charakter polodowcowy. W osłoniętych miejscach i w szczelinach głazów odkryto niezidentyfikowane porosty. W niewielkich płytkich stawach roztopowych w północnej części doliny zaobserwowano obecność sinic na ich dnie i przy brzegach. W wyschniętych stawach znaleziono natomiast wrotki i niesporczaki.   
Davis Valley i Forlidas Pond stanowią Szczególnie Chroniony Obszar Antarktyki (ang. Antarctic Specially Protected Area, ASPA) – ASPA 119 (Davis Valley and Forlidas Pond, Dufek Massif, Pensacola Mountains) .

## Historia
Dolina została zmapowana przez United States Geological Survey na podstawie badań lądowych i zdjęć lotniczych w latach 1956–1966 . 
W 1957 roku dolinę eksplorowali naukowcy prowadzący badania w ramach Międzynarodowego Roku Geofizycznego. Dalsze prace badawcze prowadziła ekspedycja United States Geological Survey w 1978 roku i w 2003 roku wyprawa British Antarctic Survey.